# Municipio de Sparta (Pensilvania)
El municipio de Sparta (en inglés, Sparta Township) es un municipio del condado de Crawford, Pensilvania, Estados Unidos. Tiene una población estimada, a mediados de 2021, de 1913 habitantes.

## Geografía
Está ubicado en las coordenadas 41°48′52″N 79°41′23″O / 41.81444, -79.68972 (41.814326, -79.689778).

## Demografía
Según la Oficina del Censo, en 2000 los ingresos medios de los hogares eran de $31,063 y los ingresos medios de las familias eran de $32,264. Los hombres tenían ingresos medios por $26,094 frente a los $18,594 que percibían las mujeres. Los ingresos per cápita eran de $10,998. Alrededor del 19.8% de la población estaba por debajo del umbral de pobreza.
De acuerdo con la estimación 2017-2021 de la Oficina del Censo, los ingresos medios de los hogares son de $50,000 y los ingresos medios de las familias son de $55,083. Alrededor del 33.0% de la población está por debajo del umbral de pobreza.